# شهرستان یازو (میسیسیپی)
|  |  |  |
|  |  |  |

شهرستان یازو در غرب ایالت میسیسیپی، واقع در ایالات متحده آمریکا می‌باشد. جمعیت این شهرستان ۲۸٬۰۶۵ نفر (سال ۲۰۱۰) و وسعت آن ۲٬۴۱۹ کیلومتر مربع است. مرکز این شهرستان شهر یازو سیتی می‌باشد.